# Ulay
Ulay, właśc. Frank Uwe Laysiepen (ur. 30 listopada 1943 w Solingen, zm. 2 marca 2020 w Lublanie) – niemiecki artysta fotograf, performer. Rozkwit jego twórczości przypadł na koniec lat 60. i lata 70. XX wieku. Jego aktywność artystyczna w tamtym okresie była znacząca dla rozwoju sztuki performance.

## Życiorys
W latach 1962–1968 studiował fotografię. W roku 1968 przeprowadził się do Amsterdamu, gdzie rozpoczął pracę z Polaroidem.
W 1975 poznał Marinę Abramović, z którą spędził 12 lat życia. Razem zajmowali się sztuką performance, skupiając się nad tematyką ciała, praktykując body art. W swojej twórczości uznali siebie za jedność, połączenie „kobiecości” i „męskości”. Prowadzili niemal nomadyczny tryb życia podróżując starym Citroenem przez Europę. Podróżowali również przez Stany Zjednoczone, Afrykę Północną, Chiny. Pracowali z Aborygenami na Wielkiej Pustyni Piaszczystej w Australii.
Od 1998 do 2004 roku był profesorem na Staatliche Hochschule für Gestaltung w Karlsruhe, gdzie wykładał Sztukę Nowych Mediów.
W 2014 roku ukazała się nagrodzona przez AICA Award biografia Ulaya pod tytułem Whispers: Ulay on Ulay pod redakcją Marii Rus Bojan i Alessandro Cassina. Poza tekstami redaktorów znalazły się w niej wywiady i teksty pisane m.in. przez Thomasa McEvilley, Charlemagne Palestine, Laurie Anderson, Timeę Lelik oraz Tevza Logara.
Był fundatorem pozarządowej, niedochodowej organizacji Watertoall – Artists for Water, która pośredniczy w organizacji wystaw, projektów artystycznych oraz programów edukacyjnych.

## Wystawy czasowe

### Australia
- Galeria Sztuki New South Wales, Sydney, NSW
- Muzeum Sztuki Współczesnej, Sydney, NSW

### Niemcy
- Galeria Sztuki przy Uniwersytecie Christiana Albrechta, Kiel
- Muzeum Ludwiga, Kolonia

### Finlandia
- Muzeum Sztuki Współczesnej Kiasma, Helsinki

### Holandia
- Netherlands Media Art Institute – Time Based Arts, Amsterdam
- Van Abbemuseum, Eindhoven
- Museum het Domein, Sittard

### Szwecja
- Fundacja The Wanas, Knislinge

### Hiszpania
- Muzeum Sztuki Współczesnej ARTIUM, Vitoria-Gasteiz

### Stany Zjednoczone
- The Progressive Art Collection, Mayfield Village, OH
- Muzeum Sztuki Współczesnej-SFMOMA, San Francisco, CA

## Nagrody
- 1984: The San Sebastian Video Award
- 1985: The Lucano Video Award
- 1986: The Polaroid Video Award
- 1986: Video Award – Kulturkreis im Verband der Deutschen Industrie

## Realizacje wraz z Mariną Abramović
- 1976: Talking about Similarity, Amsterdam
- 1976: Relation in Space, Wenecja
- 1977: Relation in time, Bolonia
- 1977: Relation i movement, Paryż
- 1977: Light/Dark, Kolonia
- 1977: Balance proof, Genewa
- 1977: Breathing in, Breathing out, Belgrad
- 1977: Expansion in Space, Kassel
- 1977: Imponderabilia, Bolonia
- 1978: Three, Wiesbaden
- 1978: Kaiserschnitt, Wiedeń
- 1978: Incision, Graz
- 1978: AAA-AAA, Amsterdam
- 1978: AAA-AAA, Liège
- 1978: Charged space, Nowy Jork
- 1978: Incision, Graz
- 1979: Comunist body/Fascist body, Amsterdam
- 1980: That self: The colours
- 1980: Rest energy, Amsterdam
- 1980: Point of energy
- 1980: Nature of mind
- 1983:  Positive zero
- 1983: Nightsea crossing
- 1983: City of Angels
- 1983: Anima mundi, Bangkok
- 1984: Terra della Dea Madre
- 1985: Modus vivendi, Arnhem
- 1986: Terminal garden
- 1988: The Lovers: The Great Wall Walk, Chiny